# الکساندراوکا، بخش چلم
الکساندراوکا، بخش چلم (به لاتین: Aleksandrówka, Chełm County) یک منطقهٔ مسکونی در لهستان است که در Gmina Sawin واقع شده‌است.